# Анна Ягеллонка
Анна І Ягеллонка (пол. Anna Jagiellonka; 18 жовтня 1523, Краків — 9 вересня 1596, Варшава) — дочка Сигізмунда I Старого і Бони Сфорца, королева польська, Велика княгиня Литовська, Велика княгиня Руська з 1575 року.

## Біографія
Через родинні чвари її брат, король Сигізмунд II Август спротивився її одруженню і вона за його правління перебувала далеко від королівського двору у Мазовії, Вільно, Плоцьку. Вона звинувачувала у поганому впливі найближче оточення короля, який помер 1572 року бездітним.
Елекційний Сейм у травні 1572 обрав брата короля Франції Карл IX Генріха Валуа, який повинен був одружитись зі старшою на 28 років Анною. Після коронації він всіма засобами ухилявся від одруження, а Анна через своїх родичів слала листи до королівських дворів Європи із намаганням змусити його до одруження. Через рік Генрік Валуа втік до Франції, де помер його брат, і був коронований на короля Франції.
Майже після 1,5 року безкоролів'я у грудні 1575 королем проголосили імператора Максиміліана II Габсбурга, який зобов'язався одружити з Анною свого сина Ернеста, молодшого від неї на 30 років. Та через два дні під впливом канцлера Яна Замойського королем проголосили Анну Ягеллонку, яка мала одружитися з молодшим на 10 років семигородським князем Стефаном Баторієм.
Намісником (виконуючи обов'язки) короля весь цей час був примас Польщі Якуб Уханський, який також став опікуном Королівської скарбниці Вавель та відмовився надати королівські клейноди Речі Посполитої новообраній королеві Анні Ягеллонці та її чоловікові Стефану Баторію.
1576 року, коли шляхта обрала на короля Стефана Баторія, сенатори, включаючи Якуба Уханського, виступили проти цього й не видали зі скарбниці коронаційні королівські клейноди Речі Посполитої. Не в змозі скористатися традиційною коронаційною короною Болеслава Хороброго, Стефан Баторій використав під час церемонії Угорську корону, яку йому передала королева Анна.
Їхній шлюб і коронація Стефана Баторія відбулись 1 травня 1576 року. Баторій провів з Анною три ночі, після чого уникав близькості з нею. Формально вони мали рівні права, але Анна намагалась всіляко показати свою вищість. Через неможливість появи дітей у Анни, її поведінку, придворні намовляли Стефана Баторія на розлучення і одруження з молодою дружиною, що мало б забезпечити спадкоємця трону, але король рішуче відмовився брати участь у такому плані.

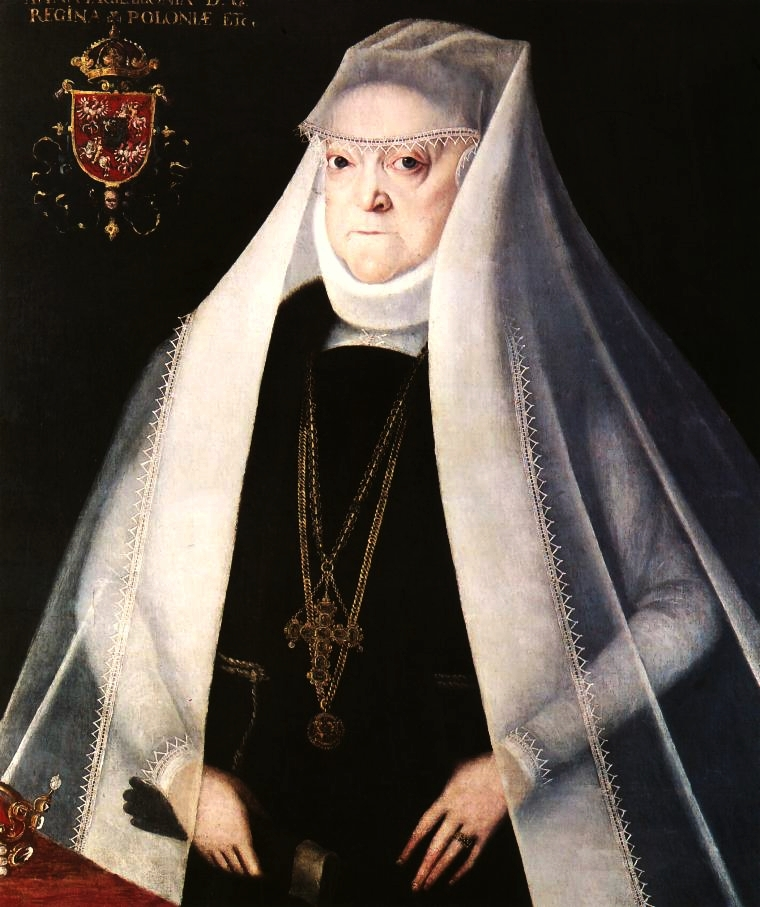
Анна Ягелонка після зречення від корони

Дійсним правителем був її чоловік Стефан Баторій, а після його смерті в 1586 році Анна не бажала правити самостійно і зреклась корони на користь свого племінника, шведського королевича Сигізмунда Ваза, спротивляючись коронації архикнязя Максиміліана Габсбурга. Таким чином, Польща в 1575—1596 роках формально мала двох королів одночасно. Під час безкоролів'я Анна не здійснювала влади — країною керував Інтеррекс — примас Польщі, єпископ гнєзненський. Також вона противилась 1592 року одруженню Сигізмунда ІІІ Вази з Анною Габсбург та розпочала суперечку про те, хто повинен носити титул королеви.
За Рейнольдом Гайденштайном, сприяла будівництву храму в Кракові, для якого взірцем був Михайлівський Золотоверхий собор Києва.
Анна Ягеллонка померла 9 вересня 1596 року у Варшаві на 72 році життя на руках Сигізмунда ІІІ Вази. Похована була в каплиці Сигізмунда Краківського кафедрального собору. На похоронах було сказано, що її смерть була гарним завершенням династії Ягайловичів.